# Waldron (Arkansas)
Waldron település az Amerikai Egyesült Államok Arkansas államában, Scott megyében, melynek megyeszékhelye is. Lakosainak száma 3386 fő (2020. április 1.).

## Népesség
A település népességének változása:

| 2010 | 3 618 |
| 2020 | 3 386 |